# ويليام إرفين
ويليام إرفين (بالإنجليزية: William Erwin)‏ هو لاعب كرة قدم أمريكية أمريكي، ولد في 6 أبريل 1884 في كانساس في الولايات المتحدة، وتوفي في 1953.